# Єдиноріг (економіка)
Єдиноріг (Unicorn) в економіці — компанія-стартап, яка отримала ринкову оцінку вартості в розмірі понад 1 млрд доларів США. Термін використовується з 2013 р. Його почала використовувати венчурна інвесторка Айлін Лі, обравши цю міфічну істоту, щоб проілюструвати статистичну рідкість таких успішних підприємств.
Згідно CB Insights існує 483 єдинорогів станом на липень 2020. Їхня сукупна вартість близько $1,4 трильйона. Найбільше єдинорогів в США — 228, Китаї — 122 та у Великій Британії — 25. Найбільші: ByteDance, DiDi, Stripe, SpaceX, Palantir Technologies та Airbnb. Lyft — декаріг (decacorn), який став публічною компанією 29 березня 2019.

## Історія
Термін «єдиноріг» ввела Айлін Лі у 2013 році у статті TechCrunch «Ласкаво просимо до клубу єдинорогів: Вчимося у мільярдних стартапів». На той час 39 компаній були визначені як єдинороги. В іншому дослідженні, проведеному Harvard Business Review, було визначено, що стартапи, засновані між 2012 та 2015 роками, зростали у ціні вдвічі швидше, ніж стартап-компанії, засновані між 2000 та 2003 роками.
У 2018 році 16 американських компаній стали єдинорогами, в результаті чого 119 приватних компаній по всьому світу оцінюються в 1 мільярд доларів або більше.
У всьому світі, за даними CB Insights, станом на серпень 2021 року налічувалося понад 803 єдинороги, серед яких ByteDance, SpaceX і Stripe — найбільші, і 30 декакорнів, серед яких SpaceX, Getir, Goto, J&T Express, Stripe і Klarna.
Сплеск «єдинорогів» у 2021 році був «метеоритним»: 71 мільярд доларів було інвестовано в 340 нових компаній, що стало знаковим роком для стартапів і для венчурної індустрії США; безпрецедентна кількість компаній вартістю понад 1 мільярд доларів протягом 2021 року перевищила сумарний показник за п'ять попередніх років. Через шість місяців, у червні 2022 року, повідомлялося про 1 170 єдинорогів.

## Найбільші єдинороги
Шість із десяти найбільших єдинорогів розташовані в Китаї (2020).
1. Ant Financial — Китай
2. ByteDance — Китай
3. DiDi — Китай
4. SpaceX — США
5. Stripe — США
6. Lufax — Китай
7. JUUL Labs — США
8. Cainiao — Китай
9. Palantir Technologies — США
10. Kuaishou — Китай